# Рецаго
Рецаго (итал. Rezzago) је насеље у Италији у округу Комо, региону Ломбардија.
Према процени из 2011. у насељу је живело 307 становника. Насеље се налази на надморској висини од 669 м.

## Становништво
Према резултатима пописа становништва 2011. у општини је живело 317 становника.
| 1931. | 1936. | 1951. | 1961. | 1971. | 1981. | 1991. | 2001. | 2011. |
| ----- | ----- | ----- | ----- | ----- | ----- | ----- | ----- | ----- |
| 408   | 387   | 377   | 329   | 308   | 287   | 279   | 274   | 317   |